# 陶伯雷特斯海姆
陶伯雷特斯海姆是德国巴伐利亚州的一个市镇。总面积8.56平方公里，总人口853人，其中男性415人，女性438人（2011年12月31日），人口密度100人/平方公里。